# スマイルあおぞらバス
スマイルあおぞらバスは、茨城県ひたちなか市のコミュニティバス。茨城交通・さくら交通が受託している。

## 沿革
- 2006年10月22日 - 勝田西・那珂湊コースの2路線で運行開始。[1]
- 2007年7月 - 勝田北・勝田中央・勝田南コースの3路線が運行開始。[2]
- 2012年12月10日 - 佐和コースの運行開始。[3]
- 2016年1月4日 ‐ 田彦・金上コースの運行開始。
- 2018年10月14日 - 平磯・那珂湊市街地コースの運行開始。[4]

## 路線

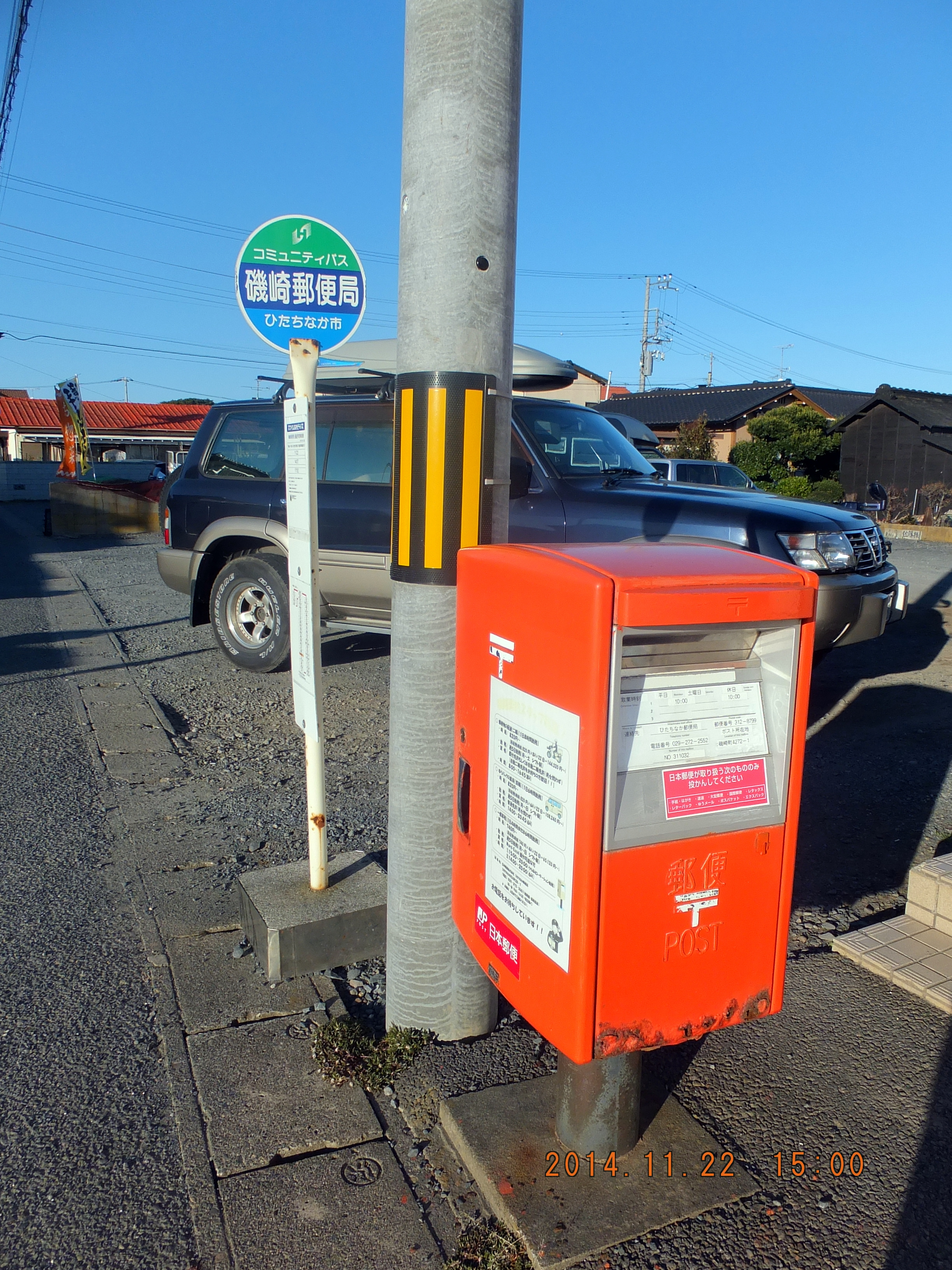
スマイルあおぞらバスのバス停(磯崎郵便局)

### 佐和コース
- 佐和・稲田循環： 佐和駅西口 - 笠松運動公園入口 - 佐和十文字 - 稲田十文字西 - 県営稲田アパート - 佐和駅西口
- 柏野・さわ野杜・常葉台団地循環： 佐和駅西口 - さわ野杜ふれあいセンター - 常葉台団地 - 佐和駅北踏切 - ヨークベニマル佐和店 - 佐和駅東口 - 佐野図書館 - 天王尊前 - 佐和駅西口
- 田彦地区・ヨークタウン循環： 佐和駅西口 - 佐和十字路東 - 稲田十文字西 - ヨークタウンひたちなか - 房田 - 佐和駅西口

ワゴン車（トヨタ・ハイエース）による運転。

さくら交通による運行。

### 田彦・金上コース
- 田彦循環： 勝田駅西口 - 西大島 - 田彦小学校 - 太田街道口 - 田彦 - 大島公園西 - 勝田駅西口（ - 日製ひたちなか総合病院 - 勝田駅東口）
- 勝倉・金上循環： 勝田駅東口 - 日製ひたちなか総合病院 - 金上駅前 - 勝倉集落センター - 三反田小学校 - 金上駅前 - 日製ひたちなか総合病院 - 勝田駅東口

田彦循環の勝田駅西口～勝田駅東口間は一部の便のみ。
ワゴン車（トヨタ・ハイエース）による運転。

さくら交通による運行。

### 勝田西コース
- 津田循環： 勝田駅西口 - 枝川 - 筑波台 - 津田 - 駒形団地- 津田小学校 - 市毛コミュニティセンター - 勝田駅西口
- 日製ひたちなか総合病院行き： 勝田駅西口 - 表町南 - 日製ひたちなか総合病院

一部の便は両線を直通運転。

茨城交通勝田営業所による運行。

### 勝田北コース
- 大島・六ツ野循環： 勝田駅東口 - 日製ひたちなか総合病院 -ひたちなか市役所 - 大島コミュニティセンター - 山口内科クリニック - 勝田高校前 - 佐和駅西口 - ヨークタウンひたちなか - 総合福祉センター - 日製ひたちなか総合病院 - 勝田駅東口

茨城交通勝田営業所による運行。

### 勝田中央コース
- 高野・向野循環： 勝田駅東口 - 日製ひたちなか総合病院 - ひたちなか市役所 - 六ツ野 - 足崎団地 - 佐和駅東口 - ヨークベニマル佐和店 - 足崎十字路東 - 海浜公園西口 - 向野団地南 - 中根上野公園 - 勝田工業高校 - 勝田病院 - 長堀北 - ひたちなか市役所 - 日製ひたちなか総合病院 - 勝田駅東口

茨城交通勝田営業所による運行。

### 勝田南コース
- 中根・馬渡循環： 勝田駅東口 - 日製ひたちなか総合病院 - 勝田病院 - 中根小学校 - 馬渡集落センター - （海浜公園西口） - 東中根集会所 - 県営柴田アパート - 長堀十文字 - ひたちなか市役所 - 日製ひたちなか総合病院 - 勝田駅東口

海浜公園西口は朝の便のみ通過。

茨城交通勝田営業所による運行。

### 那珂湊コース
- 那珂湊・阿字ヶ浦循環： 那珂湊駅 - おさかな市場 - 殿山 - 平磯川向町 - 旧平磯中入口 - しあわせプラザ - 平磯南町 - 美乃浜学園 - 磯崎駅 - 阿字ヶ浦駅 - 阿字ヶ浦海岸 - 海浜公園西口 - 阿字ヶ浦駅 - 県営西十三奉行団地 - しあわせプラザ - 那珂湊駅

茨城交通那珂湊営業所による運行。

### 平磯・那珂湊市街地コース
- 平磯循環： しあわせプラザ - 十三奉行西 - 平磯遠原 - 平磯川向町 - 平磯駅入口 - 平磯川向町 - 平磯館 - 市営平磯アパート入口 - しあわせプラザ
- 那珂湊市街地循環： しあわせプラザ - 八幡上 - 反射炉 - 海門町2丁目 - 那珂湊児童館 - 那珂湊駅 - 湊泉町 - 八幡上 - しあわせプラザ

ワゴン車（トヨタ・ハイエース）による運転。

さくら交通による運行。

## 運賃
- 小学生以上 : 100円
- 未就学児 : 無料
- 身体障害者手帳・療育手帳・精神障害者保健福祉手帳を所持している者は50円
- 回数券（100円×11枚綴り）は車内及び茨城交通勝田営業所、茨城交通那珂湊営業所、さくら交通営業所にて販売している。